# جيه. مايكل مورو
جيه. مايكل مورو (بالإنجليزية: J. Michael Muro)‏ (و. 1966  م) هو مخرج أفلام، ومصور سينمائي أمريكي، ولد في نيويورك، بدأ مشواره المهني سنة 1982.

## وصلات خارجية
- جيه. مايكل مورو على موقع IMDb (الإنجليزية)
- جيه. مايكل مورو على موقع ألو سيني (الفرنسية)
- جيه. مايكل مورو على موقع أول موفي (الإنجليزية)
- جيه. مايكل مورو على موقع قاعدة بيانات الأفلام السويدية (السويدية)
- جيه. مايكل مورو على موقع قاعدة بيانات الفيلم (الإنجليزية)